# Gaetanus armiger
Gaetanus armiger är en kräftdjursart som beskrevs av Giesbrecht 1888. Gaetanus armiger ingår i släktet Gaetanus och familjen Aetideidae. Inga underarter finns listade i Catalogue of Life.